# Apeldoorn
Apeldoorn [apeldórn] je občina in mesto v provinci Gelderland v osrednji Nizozemski. Je regionalno središče. Občina Apeldoorn, ki vsebuje tudi vasi Beekbergen, Loenen in Hoenderloo, je imela leta 2014 157.679 prebivalcev. Zahodni del občine leži na hbribovskem grebenu Veluwe, vzhodni del pa v dolini IJssela. Trenutni župan Apeldoorna je John Berends iz CDA.